# Polimixina B
La polimixina B è un agente tensioattivo costituito da una miscela di solfati di polipeptidi prodotti dalla coltura di alcuni ceppi di Bacillus polymyxa. Il prodotto disponibile in commercio è una miscela di polimixina B1 e di polimixina B2, le quali differiscono per la composizione del gruppo N-acilico. Infatti, per idrolisi acida, la polimixina B1 dà luogo alla formazione di acido (+)-6-metilottanoico, mentre la polimixina B2 dà origine a una molecola di acido 6-metileptanoico. Polimixina B pura nella quantità di 100 mg è equivalente a 1.000.000 UI.

## Farmacodinamica
La polimixina B e le altre polimixine sono agenti tensioattivi cationici con struttura polipeptidica ciclica. Esse si legano ai lipopolisaccaridi della membrana cellulare batterica (in particolare alla fosfatidiletanolamina), rendendo inefficace la barriera osmotica e conducono alla perdita di nucleotidi e di metaboliti intracellulari essenziali. Ne consegue perciò un danno irreparabile per la cellula batterica che va incontro a lisi.
La polimixina B svolge questa attività battericida nei confronti di un gran numero di bacilli gram-negativi, ad eccezione di quelli appartenenti al genere Proteus. 
Essa risulta particolarmente attiva contro Pseudomonas aeruginosa (MIC 0,02-4 µg/ml). 
Fra gli altri microorganismi gram-negativi risultano molto sensibili Escherichia coli (MIC 0,02-12 µg/ml), Enterobacter spp. (MIC 0,02-12 µg/ml), Klebsiella pneumoniae (MIC 0,02-0,5 µg/ml), Bordetella pertussis, Haemophilus influenzae, Salmonella typhi (MIC 0,02 µg/ml), Salmonella typhimurium (MIC 0,02 µg/ml), Shigella sonnei (MIC 0,02 µg/ml). Providencia, Brucella, Serratia marcescens, Bacteroides fragilis sono generalmente resistenti. 
La polimixina B non è attiva nei confronti dei cocchi gram-negativi come Neisseria meningitidis e N. gonorrhoeae, degli anaerobi obbligati e dei batteri gram-positivi. 
Alcuni funghi, come per esempio Coccidioides immitis, sono sensibili all'antibiotico, ma la maggior parte di essi risulta resistente.
Lo sviluppo di resistenza acquisita alla polimixina B è poco frequente; tuttavia si possono riscontrare casi di resistenza da parte di enterobatteri esposti a concentrazioni subletali dell'antibiotico. Esiste inoltre resistenza crociata completa tra polimixina B e colistina.
I cationi divalenti come il calcio ed il magnesio riducono l'attività dell'antibiotico (l'azione della polimixina è meno marcata in vivo piuttosto che in vitro).
È stato dimostrato che la polimixina B svolge un'attività antimicrobica sinergica con cloramfenicolo, tetracicline, sulfonamidi e trimetoprim.
 
Al contrario è stata riscontrata incompatibilità chimica tra polimixina solfato e molti altri antimicrobici quali amfotericina B, cefalotina sodica, cefazolina sodica, cloramfenicolo sodio succinato, nitrofurantoina sodica, penicilline e tetraciclina cloridrato. Il farmaco risulta incompatibile anche con sali di magnesio, di manganese, di cobalto e di ferro, nonché con eparina sodica, clorotiazide sodica e prednisolone sodio fosfato. La polimixina viene rapidamente inattivata dagli alcali e dagli acidi forti.

## Farmacocinetica
La polimixina B solfato viene scarsamente assorbita dal tratto gastrointestinale, eccetto che nel neonato. 
L'assorbimento dell'antibiotico è trascurabile anche dopo somministrazione topica su cute integra, ustioni, ferite, mucose, e nella vescica. 
La polimixina B solfato viene invece assorbita attraverso la pleura e il peritoneo e in seguito ad inalazione nel tratto bronchiale. La molecola non subisce metabolismo presistemico. La sua emivita plasmatica risulta di circa 6 ore. Il picco di concentrazione plasmatica (Cmax) viene ottenuto circa 2 ore dopo somministrazione intramuscolare di una dose singola, con ampie variazioni interindividuali. 
Infatti, dopo iniezione i.m. di 500.000 UI (50 mg), i livelli di picco possono risultare elevati (8 µg/ml) o minimi (1-2 µg/ml). 
Il volume di distribuzione non è noto, ma è certo che l'antibiotico non penetra facilmente nelle cavità articolari, nel liquido cerebrospinale e nell'umor acqueo, persino quando è presente un'infiammazione. 
La polimixina B si lega estesamente alle membrane cellulari nei tessuti dei mammiferi, mentre il suo legame con le proteine plasmatiche risulta scarso. Somministrazioni ripetute di antibiotico possono dar luogo ad accumulo. Non è noto se il farmaco venga escreto nel latte materno o se attraversi la barriera placentare.
Circa il 60% di una dose iniettata viene escreto attraverso l'emuntorio renale, ma nelle prime 12 ore soltanto lo 0,1% è riscontrabile nelle urine. 
La polimixina B non viene escreta nella bile e non può essere rimossa con la dialisi peritoneale. Non è noto se l'antibiotico subisca biotrasformazioni metaboliche.

## Usi clinici
La polimixina B è oggi usata principalmente per via topica, spesso in combinazione con altri agenti antimicrobici, nel trattamento di infezioni a carico della cute, dell'occhio e dell'orecchio.
Gocce auricolari di polimixina B solfato con neomicina solfato, betametasone, furaltadone cloridrato sono impiegate nel trattamento di otiti esterne e medie (acute e croniche), di dermatiti essudative a carico del dotto e del padiglione auricolare, di processi suppurativi conseguenti a interventi chirurgici sull'orecchio e sulla mastoide.

Colliri contenenti polimixina B solfato associata con neomicina e gramicidina sono impiegati nella profilassi antibatterica in pazienti che devono essere sottoposti a interventi chirurgici sull'occhio. 
L'antibiotico può essere inoltre usato per la decontaminazione oro-faringea o per la soppressione della flora intestinale nei pazienti in terapia intensiva.

Sebbene l'uso della polimixina B sia approvato per il trattamento di infezioni gravi sostenute da un gran numero di batteri gram-negativi (in particolare da Pseudomonas aeruginosa: meningite, infezioni del tratto urinario, batteriemia), essa non deve essere considerata un antibiotico di prima scelta a causa dei gravi effetti collaterali. 
Il suo impiego dovrebbe essere pertanto riservato ai casi in cui l'infezione risulta resistente a tutti gli altri antibiotici meno tossici.
 
La polimixina B è stata inoltre somministrata per iniezione intraarticolare nel trattamento di infezioni a carico delle articolazioni, così come instillata direttamente nella vescica.
L'antibiotico può essere somministrato anche per inalazione nella profilassi e nella terapia delle polmoniti, inoltre associazioni a base di polimixina B solfato e rifampicina o cotrimoxazolo sono state usate nel trattamento di infezioni sostenute da Serratia multi-resistente (tromboflebiti settiche, infezioni del tratto urinario, polmoniti e osteomieliti) o da Pseudomonas cepacia (endocarditi).
Un utilizzo efficace della polimixina B si riscontra in pazienti affetti da shock settico refrattario, ossia senza esito positivo alla somministrazione delle cure standard (aumento della volemia e antibiotici altri). L'ostacolo della tossicità della polimixina B viene aggirato mediante circolazione extracorporea con perfusione di sangue venoso attraverso una cartuccia sulle cui fibre la polimixina B viene fissata in modo covalente; in questo modo l'antibiotico esercita la sua funzione battericida ma non viene rilasciato nel sangue poiché resta integralmente fissato alla fibra. Attraverso questa perfusione la cartuccia trattiene l'endotossina, riconosciuta come causa scatenante dello shock settico. Il trattamento della cartuccia alla polimixina B (Toraymyxin®, dispositivo medico ideato e prodotto dalla giapponese Toray), avviene in due sessioni di due ore ciascuna, svolte a distanza di 24 ore.

## Effetti collaterali e indesiderati
Gli effetti indesiderati più gravi, legati alla somministrazione parenterale di polimixina B, sono la neurotossicità e la nefrotossicità, entrambe dose-correlate. 
Le reazioni di ipersensibilità (prurito, orticaria, rash cutaneo, eczema, febbre) si verificano raramente, ma il rilascio di istamina può condurre a broncocostrizione e ad altri sintomi anafilattoidi.

Le reazioni neurotossiche comprendono sia effetti periferici, come parestesia periorale e disturbi della vista, sia effetti centrali, come vertigini, atassia, confusione mentale, sedazione.

La nefrotossicità della polimixina B coinvolge circa il 20% dei pazienti trattati con l'antibiotico per via parenterale e può manifestarsi con iperazotemia, ematuria, proteinuria, necrosi tubulare.
In seguito a somministrazione di polimixina B si può verificare uno squilibrio elettrolitico, in particolare iponatriemia, ipocloremia, ipokaliemia e ipocalcemia.
L'iniezione intratecale dell'antibiotico è irritante e può produrre meningismo con cefalea, rigidità nucale e febbre; le iniezioni intramuscolari e sottocongiuntivali sono molto dolorose.
Le polimixine sono potenti bloccanti neuromuscolari e possono dar luogo a paralisi respiratoria, apnea e conseguente insufficienza respiratoria acuta, specialmente nei pazienti con funzionalità renale compromessa o con preesistenti disturbi nella trasmissione neuromuscolare (ad esempio pazienti affetti da miastenia grave). Si possono osservare anche altri sintomi del blocco neuromuscolare: diplopia, oftalmoplegia, ptosi, eloquio inceppato, debolezza generalizzata, ariflessia.

## Controindicazioni
La somministrazione di polimixina B solfato è controindicata nei soggetti con ipersensibilità individuale nota al principio attivo, ad altri antibiotici del gruppo delle polimixine e in quelli affetti da miastenia grave.

## Dosi terapeutiche
Nel trattamento della meningite da Pseudomonas aeruginosa la polimixina B solfato (che non riesce ad oltrepassare la barriera ematoencefalica) viene somministrata direttamente per via intratecale o intraventricolare. 
La dose usuale per gli adulti e per i bambini con età superiore a due anni è di 5 mg, da diluire in 1-2 ml di soluzione fisiologica. 
Tale dose deve essere iniettata una volta al giorno, finché il liquido cefalorachidiano risulta sterile e, successivamente, a giorni alterni per ancora 1-3 settimane. 
I casi più gravi possono richiedere fino a 10 mg al giorno. Nei bambini con età inferiore a due anni si somministrano, seguendo le stesse modalità d'uso, 2 mg al giorno. Se necessario, si possono iniettare fino a 4 mg al giorno.
Nel trattamento delle batteriemie e delle infezioni del tratto urinario, l'antibiotico può essere somministrato per iniezione intramuscolare o per infusione endovenosa. La dose intramuscolare, per adulti e bambini, è pari a 1,5-2,5 mg/kg/die, mentre quella per neonati è di 1,5-4,5 mg/kg/die, da somministrare in 4 volte a intervalli di 6 ore. 
La dose endovenosa (1,5-2,5 mg/kg/die), sciolta in 300-500 ml di soluzione glucosata al 5%, va somministrata in infusione continua o in due infusioni al giorno, della durata di 1-2 ore ciascuna, a intervalli di 12 ore. Il trattamento va solitamente protratto per 7-10 giorni. Il dosaggio non deve superare i 200 mg al giorno.
Nel trattamento delle infezioni delle articolazioni la polimixina B solfato deve essere iniettata nello spazio intraarticolare in dosi di 5 mg (in 5 ml di acqua sterile) fino a completa guarigione.
Nel trattamento delle infezioni della congiuntiva o delle ulcerazioni corneali, causate da Pseudomonas aeruginosa o da altri batteri gram-negativi, si possono somministrare per iniezione sottocongiuntivale fino a 0,2 ml/die di una soluzione di polimixina B solfato in acqua o in soluzione fisiologica (50 mg/ml). In alternativa si possono applicare ogni ora 3 gocce di un collirio contenente 1 mg di antibiotico per ml.
La polimixina B solfato è disponibile in commercio anche in forma di soluzioni e pomate allo 0,1%, da applicare topicamente nel trattamento di infezioni cutanee superficiali o di otiti sostenute da Pseudomonas aeruginosa.

## Interazioni
- Farmaci nefrotossici (ad esempio cefalotina, aminoglicosidi): l'uso concomitante di polimixina B solfato con questi farmaci nefrotossici è controindicato per il potenziamento degli effetti nefrotossici.
- Etere per anestesia, sedativi, miorilassanti e aminoglicosidi: la terapia di associazione con polimixina B può potenziare il blocco neuromuscolare che viene tendenzialmente indotto dall'antibiotico.
- Trimetoprim: in vitro è stato dimostrato sinergismo tra polimixina B e trimetoprim contro alcuni batteri resistenti a un gran numero di altri antibiotici.

## Avvertenze
Nei pazienti che presentano compromissione renale l'antibiotico deve essere somministrato a dosi ridotte, in base alla clearance della creatinina. Durante la terapia, la funzionalità renale deve essere strettamente monitorata e il farmaco deve essere immediatamente sospeso ai primi segni di oliguria.
I sintomi indotti da un eventuale blocco neuromuscolare possono, solo parzialmente, regredire per somministrazione di neostigmina o di sali di calcio. Può essere necessario anche il ricorso alla ventilazione artificiale.
Nei pazienti sottoposti a terapia parenterale le concentrazioni sieriche di polimixina B devono essere attentamente monitorate e non dovrebbero superare i 10 µg/ml.
Le gocce auricolari contenenti polimixine non devono essere somministrate nei pazienti con timpano perforato. 
Si dovrebbe inoltre evitare, per il rischio di assorbimento sistemico, l'applicazione topica di formulazioni contenenti l'antibiotico su estese aree di cute lesa.
Sembra che l'emodialisi, ma non la dialisi peritoneale, possa abbassare i livelli sierici, ma non le concentrazioni tissutali dell'antibiotico.